# Maximiliano Morales
Maximiliano Morales Gómez (Barcelona, 8 de noviembre de 1948-Palma, 11 de abril de 2017) fue un político español perteneciente a Unió Mallorquina.
Licenciado en Ciencias de la Información y Publicidad, comenzó su trayectoria política en el Partido Liberal, un pequeño partido que luego se integró en la Unión de Centro Democrático (UCD). Entre 1978 y febrero de 1980 fue secretario regional de UCD en Baleares. Tras las elecciones locales de 1979, en las que salió elegido consejero del Consejo Insular de Mallorca, fue nombrado vicepresidente de dicha institución, en representación de UCD. En junio de 1980 fue uno de los consejeros elegidos por el plenario del Consejo para representar a Mallorca en el Consejo General Interinsular, el órgano preautonómico de Baleares, en el que fue nombrado consejero de Industria y Comercio y miembro de Consejo Ejecutivo. Tras la dimisión del presidente del Consejo de Mallorca, su correligionario Jeroni Albertí, en 1982 fue nombrado presidente del Consejo Insular de Mallorca. Ocupó el cargo hasta las elecciones de 1983. Fue uno de los integrantes de la comisión redactora del Estatuto de Autonomía de las Islas Baleares de 1983, donde sus principales aportaciones apuntaban a la creación de unos Consejos Insulares con competencias suficientes para ser considerados como los verdaderos gobiernos de cada isla.
Tras la desintegración de UCD fue uno de los fundadores de Unió Mallorquina. En este partido fue miembro del Consejo Político y el Comité Ejecutivo hasta 1988 y posteriormente desde 1993.
En las elecciones autonómicas de 1999 fue elegido diputado autonómico por Unió Mallorquina, siendo nombrado presidente del Parlamento de las Islas Baleares en dicha legislatura, como parte de los acuerdos del Pacto de Progreso encabezado por Francesc Antich. En la siguiente legislatura fue nombrado miembro de la Comisión Asesora para la Reforma del Estatuto de Autonomía.